# Хопок
Хопок (словац. Chopok) — горная вершина в Словакии.
Гора расположена в центральной части страны в горном массиве Низкие Татры. Находится недалеко от горы Дюмбьер.
Высота над уровнем моря — 2024 м. Популярный туристический объект.